# Maindronia neotropicalis
Maindronia neotropicalis es una especie de insecto en el orden Zygentoma.
Estos particulares insectos son estrictamente costeros, encontrándose a lo largo de la árida línea costera del norte de Chile en el desierto de Atacama.